# Rice Bucket Challenge
 (avril 2017).
Le Rice Bucket Challenge est un défi proposé en réponse à l'Ice Bucket Challenge. Ce défi a commencé en Inde puis s'est propagé à d'autres pays d'Asie du Sud. 
Initialement, le défi de l'Ice Bucket Challenge montrait des participants se verser un seau de glaçons sur la tête et/ou faisant un don à l'ALS Association.
Le Rice Bucket Challenge consiste lui à faire don d'un seau de riz à des personnes en difficulté,,.

## Signification
Alternative à l'Ice Bucket Challenge, le Rice Bucket Challenge a pour objectif de mettre en évidence la rareté de l'eau (dans la mesure où l'utilisation de la glace a été considéré comme coûteuse et inutile) mais également la pauvreté. En effet, le seau de riz est considéré comme un don précieux par les bénéficiaires. Ce défi permet d'offrir du riz aux plus démunis.[réf. nécessaire]

## L'histoire
L'idée de la Rice Bucket Challenge est proposée par Manju Latha Kalanidhi, 38 ans, ancienne journaliste vivant à Hyderabad, en Inde,. Elle considère que le Ice Bucket Challenge est un défi artificiel qui gaspille une trop grande quantité d'eau. Elle a proposé le Rice Bucket Challenge qui évite le gaspillage et aide les communautés locales.
Ce défi a commencé  le 23 août 2014 sur une page Facebook. En moins d'un jour, la page a eu 7000 "j'aime" . Le 24 août 2014, un compte Twitter et un hashtag #ricebucketchallenge ont été créés. En un mois, le hashtag a été utilisé sur Twitter 11 000 fois. 
Le défi a eu une couverture médiatique les jours suivants. BuzzFeed, Quartz,, le Huffington Post, Chicago Tribune, CNN, CNBC, NPR, NDTV, Temps, et de nombreux autres sites d'actualité ont parlé du Rice Bucket Challenge.
Après l'Inde, le défi s'est propagé à d'autres pays d'Asie du Sud dont le Népal et le Sri Lanka.

## Le défi
Le défi consiste à prendre un paquet de riz et/ou de le cuisiner pour ensuite aller l'offre à la personne dans le besoin la plus proche. Enfin, les participants doivent se prendre en photo lors du défi afin de le poster sur les réseaux sociaux et d'inviter ses amis à participer à leur tour.